# 養國

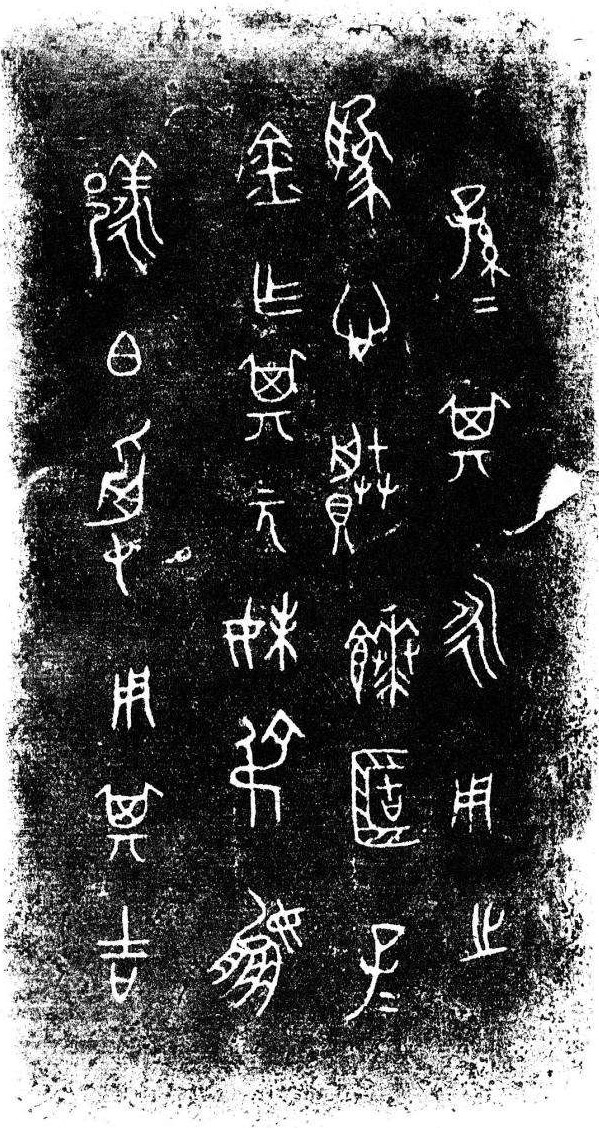
羕伯受簠铭文。首行首字为国名“𫑩”，次行末字为姓“嬴”

養，出土金文作羕、𫑩，是一个传世文献未记载的周朝小型诸侯国。根据考古材料，養国地处淮河上游地区，今河南省桐柏县、泌阳县一带，中心在今桐柏县月河镇附近。
在出土青铜器上，以春秋中晚期之际为界，此前的养国国名写作“永”（曾误释为“昶”），通“羕”，此后则写作“𫑩”。传世文献没有关于养国的直接记载，相关的地名、氏族名写作“养”。
养国与邻近的樊国、黄国、江国等国均以“嬴”为姓，原为居住在淮河下游一带的东夷，后至淮河上游地区定居。西周晚期周宣王在南阳盆地分封南申国的举措，可能就是为了应对嬴姓诸族的西迁。楚国兴起后，养国跟南方各国一起，逐渐被纳入楚国的势力范围，成为其附庸，如养由基就可能是一位出仕楚国的养国贵族。楚平王元年（前528年），令尹鬬成然遭诛杀，作为其同党的养氏贵族被族灭，养国就此灭亡。
20世纪以来，在河南泌阳县南部至桐柏县境内多次出土养国器物及墓葬，尤其集中于桐柏县月河镇一带。1993年，在月河考古发掘出养国国君养子伯受的墓葬，确认养国地望即在此。传世文献中还有两个以“养”为名之地，一处位于潁水中下游、今河南沈丘东南至安徽界首一带，一处位于汝水上游以南、今河南宝丰一带，可能是楚灭养后，先后两次迁其遗民安置的结果。